# Ms Nina
Jorgelina Andrea, mieux connue sous le nom de scène Ms Nina, est une chanteuse et compositrice argentine. Parmi ses styles figurent le reggaeton, le dembow, le hip-hop et le trap.

## Biographie
Elle commence sa carrière en publiant spécifiquement de l'art kawaii sur les réseaux sociaux, ainsi que des collages et montages virtuels avec une esthétique kitsch, glitch et glam. La première galerie dans laquelle elle expose ses œuvres est l'Espacio Ananas de Madrid. En 2017, elle expose Bienvenidos al mundo de Nina à la Fresh Gallery de la capitale espagnole.
En 2015, elle sort son premier single Chupa Chupa avec la collaboration de Chico Sonido, en plus du morceau Salami avec LWGHT,. Leur morceau Chic atteint les premières positions des chansons les plus écoutées sur Spotify, grâce à la popularité d'une publicité télévisée en Espagne pour la marque Chicfy dans laquelle la chanson était diffusée.
Après le succès de son premier single, Ms Nina commence à gagner de plus en plus de popularité avec sa musique. Les années suivantes sont des années de croissance pour Ms Nina, alors qu'elle voyage et enregistre ses morceaux aux États-Unis. En juillet 2019, elle sort sa première mixtape : Perreando por fuera, llorando por dentro,. Dans ses chansons, elle revendique la sexualité et le droit de décider de son propre corps.
Avec Mala Rodríguez, Bad Gyal et Somadamantina, elle est considérée comme l'une des voix les plus représentatives du panorama reggaeton, dancehall, hip-hop et trap en Espagne.

## Discographie

### Albums et mixtapes
- 2019 : Perreando por fuera, llorando por dentro
- 2020 : Cocinando con La Nina
- 2020 : Cocinando con La Nina 2
- 2021 : Cocinando con La Nina 3
- 2021 : Sabrosura

### Singles notables
- 2016 : Acelera (avec La Favi)
- 2016 : Chic (avec Ikki)
- 2017 : Tu Sicaria (prod. Beauty Brain)

### Apparitions spéciales
- 2015 : Lusifel (avec Yung Beef, La Favi et El Mini)
- 2015 : Despacio (avec Bad Gyal)
- 2015 : Voy a Poseerte (avec El Mini)